# Colletes granpiedrensis
Colletes granpiedrensis är en biart som beskrevs av Genaro 2001. Colletes granpiedrensis ingår i släktet sidenbin, och familjen korttungebin. Inga underarter finns listade i Catalogue of Life.